# エルモア郡 (アラバマ州)
エルモア郡（英: Elmore County）は、アメリカ合衆国アラバマ州の中央部に位置する郡である。2010年国勢調査での人口は79,303人であり、2000年の65,874人から20.4%増加した。郡庁所在地はウィトゥンプカ市（人口6,528人）であり、同郡で人口最大の都市はミルブルック市（人口14,640人）である。郡名はジョン・A・エルモア将軍に因んで名付けられた。
エルモア郡はモンゴメリー大都市圏に属している。

## 歴史
エルモア郡は1866年2月15日に、オートーガ郡、クーサ郡、タラプーサ郡、モンゴメリー郡のそれぞれ一部を合わせて設立された。

## 地理
アメリカ合衆国国勢調査局に拠れば、郡域全面積は657.21平方マイル (1,702.2 km2)であり、このうち陸地621.26平方マイル (1,609.1 km2)、水域は35.96平方マイル (93.1 km2)で水域率は5.47%である。

### 主要高規格道路
- 州間高速道路65号線
- アメリカ国道82号線
- アメリカ国道231号線
- アラバマ州道9号線
- アラバマ州道14号線
- アラバマ州道63号線

### 隣接する郡
- クーサ郡 - 北
- タラプーサ郡 - 北東
- メイコン郡 - 南東
- モンゴメリー郡 - 南
- オートーガ郡 - 西
- チルトン郡 - 北西

## 経済
最近の20年間で、エルモア郡は農業依存の経済から、州内でも最大級に成長速度の高い郡に転換されてきた。最近の報告書では、最近4年間新たに1,110の雇用機会が作られた。
郡内で雇用が多いのは製造業である。製造業10傑はGKN・エアロスペース、ネプチューン・テクノロジーズ、フロンティ・ヤーンズ、ラッセル・コーポレーション、マディックス、アロウヘッド・コンポジッツ、ハニルUSA、YESACアラバマ・コーポレーション、クォリティ・ネットワークス、AESインダストリーズである。

## 人口動態
以下は2000年国勢調査による人口統計データである。
| 基礎データ - 人口: 65,874人 - 世帯数: 22,737 世帯 - 家族数: 17,552 家族 - 人口密度: 41人/km2（106人/mi2） - 住居数: 25,733軒 - 住居密度: 16軒/km2（41軒/mi2） 人種別人口構成 - 白人: 77.02% - アフリカン・アメリカン: 20.64% - ネイティブ・アメリカン: 0.43% - アジア人: 0.36% - 太平洋諸島系: 0.03% - その他の人種: 0.48% - 混血: 1.04% - ヒスパニック・ラテン系: 1.22% 年齢別人口構成 - 18歳未満: 25.7% - 18-24歳: 8.8% - 25-44歳: 32.1% - 45-64歳: 22.7% - 65歳以上: 10.7% - 年齢の中央値: 35歳 - 性比（女性100人あたり男性の人口） - 総人口: 102.5 - 18歳以上: 101.3 | 世帯と家族（対世帯数） - 18歳未満の子供がいる: 37.4% - 結婚・同居している夫婦: 61.4% - 未婚・離婚・死別女性が世帯主: 12.0% - 非家族世帯: 22.8% - 単身世帯: 20.0% - 65歳以上の老人1人暮らし: 7.7% - 平均構成人数 - 世帯: 2.66人 - 家族: 3.07人 収入と家計 - 収入の中央値 - 世帯: 41,243米ドル - 家族: 47,155米ドル - 性別 - 男性: 32,643米ドル - 女性: 24,062米ドル - 人口1人あたり収入: 17,650米ドル - 貧困線以下 - 対人口: 10.2% - 対家族数: 7.4% - 18歳未満: 14.2% - 65歳以上: 11.3% |

1990年代後半に消防団に対して払う保護料を義務付ける法案を住民投票で成立させた。すべての郡民は資産価値や収入の程度に関わらず同じ料金を払っている。低収入の郡民は、大火では救えないような構造の家屋であるとしても、低い保険料の資産価値の高い家屋を守っていることになる。

## 州政府の機関
郡内ウィトゥンプカ市にアラバマ州矯正省のジュリア・タットワイラー女性刑務所がある。ここには女性死刑囚が収容されている。ウィトゥンプカ市には以前、ウィトゥンプカ州立刑務所があった。

## 都市と町

### 都市
- ミルブルック
- ウィトゥンプカ - 郡庁所在地
- プラットビル（一部はオートーガ郡）
- タラシー（一部はタラプーサ郡）

### 町
- クーサダ
- ディーツビル
- エクレクティック
- エルモア

### 国勢調査指定地域
- ブルーリッジ

### 未編入の町
- イクォリティ（一部はクーサ郡とタラプーサ郡）